# Домненко Катерина Григорівна
Катерина Григорівна Домне́нко (нар. 7 травня 1958, Алмати) — українська скульпторка і живописиця; членкиня Спілки художників України з 1992 року.

## Біографія
Народилася  7 травня 1958 року в місті Алмати (нині Казахстан). Дочка художників Григорія Домненка і Маргарити Толоконникової, сестра художниці Галини Домненко. 1983 року закінчила Київський художній інститут, де її викладачами були зокрема Макар Вронський, Володимир Чепелик.
Після здобуття фахової освіти працювала на Ворошиловградському художньо-виробничому комбінаті; у 1990–1991 роках викладала у Луганському художньому училищі. З 1998 року очолювала секцію скульптури Луганської організації Національної спілки художників України. Жила у місті Луганську в будинку на кварталі Шевченка № 35, квартира № 35.

## Творчість
Створює скульптурні портрети, рельєфи, пам'ятники, багатофігурні композиції на теми молодості й творчості, живописні полотна. Серед робіт:
- скульптурна серія «Музи» (1991–1992);
- картина «Натюрморт осінній» (1992);
- пам'ятний знак «Орел» (1998, у співавторстві);
- серія рельєфних композицій «Бароко» (2007);

скульптурні портрети
- «Дід» (1972);
- «Батько» (1973);
- «Люба» (1975);
- «Медсестра Рита» (1989, гіпс);
- «Йозеф Гайдн» (1989);
- «Я. Монастирський» (1992);

композиції
- «Маруся Чурай (Джерело української пісні)» (1989, бронза);
- «Афродіта» (1993);

рельєфи
- «Альпіністам, які загинули» (1994);
- «Грецькі мотиви» (1995);
- «Офіро (Сон)» (1997, Греція);
- «Маска лева» (2002);

медалі
- «Музей Володимира Даля» (1991);
- «Світ тварин» (2002);
- «Аристотель» (2004).

Авторка пам'ятників:
- «Свята Ірина (Символ миру)» в грецькому місті Іринополі (1997, у співавторстві; мармур, цемент);
- радянським воїнам, які загинули в Афганістані, в Біловодську (2003, у співавторстві) та Луганську (2006, у співавторстві).

Бере участь в обласних, всеукраїнських мистецьких виставках з 1983 року. Персональна виставка відбулася в Луганську 1992 року. У 2003 році здобула 1-е місце за конкурсний проєкт «Соборна Україна».